# Karol Zbutowicz
Karol Zbutowicz, né le 13 février 1998 à Olsztyn, est un nageur polonais spécialiste du quatre nages.

## Palmarès

### Jeux européens
- Médaille de bronze en 400 m 4 nages, en 2015 à Bakou,  Azerbaïdjan